# Art'our Aleksanyan
Art'our Aleksanyan (in armeno Արթուր Ալեքսանյան?; Gyumri, 21 ottobre 1991) è un lottatore armeno, campione olimpico nella categoria 98 kg (greco-romana) ai Giochi di Rio de Janeiro 2016.
Anche il fratello Rafayel Aleksanyan è lottatore.

## Palmarès
- Giochi olimpici

Londra 2012: bronzo nei 96 kg.
Rio de Janeiro 2016: oro nei 98 kg.
Tokyo 2020: argento nei 97 kg.
- Mondiali

Budapest 2013: argento nei 96 kg.
Tashkent 2014: oro nei 98 kg.
Las Vegas 2015: oro nei 98 kg.
Parigi 2017: oro nei 98 kg.
Nur-Sultan 2019: argento nei 97 kg.
- Europei

Dortmund 2011: argento nei 96 kg.
Belgrado 2012: oro nei 96 kg.
Tbilisi 2013: oro nei 96 kg.
Vantaa 2014: oro nei 98 kg.
Riga 2016: argento nei 98 kg.
Novi Sad 2017: bronzo nei 98 kg.
Kaspijsk 2018: oro nei 97 kg.
Roma 2020: oro nei 97 kg.
- Giochi europei

Minsk 2019: oro nei 97 kg.
- Universiadi

Kazan' 2013: argento nei 96 kg.